# John R. Pierce

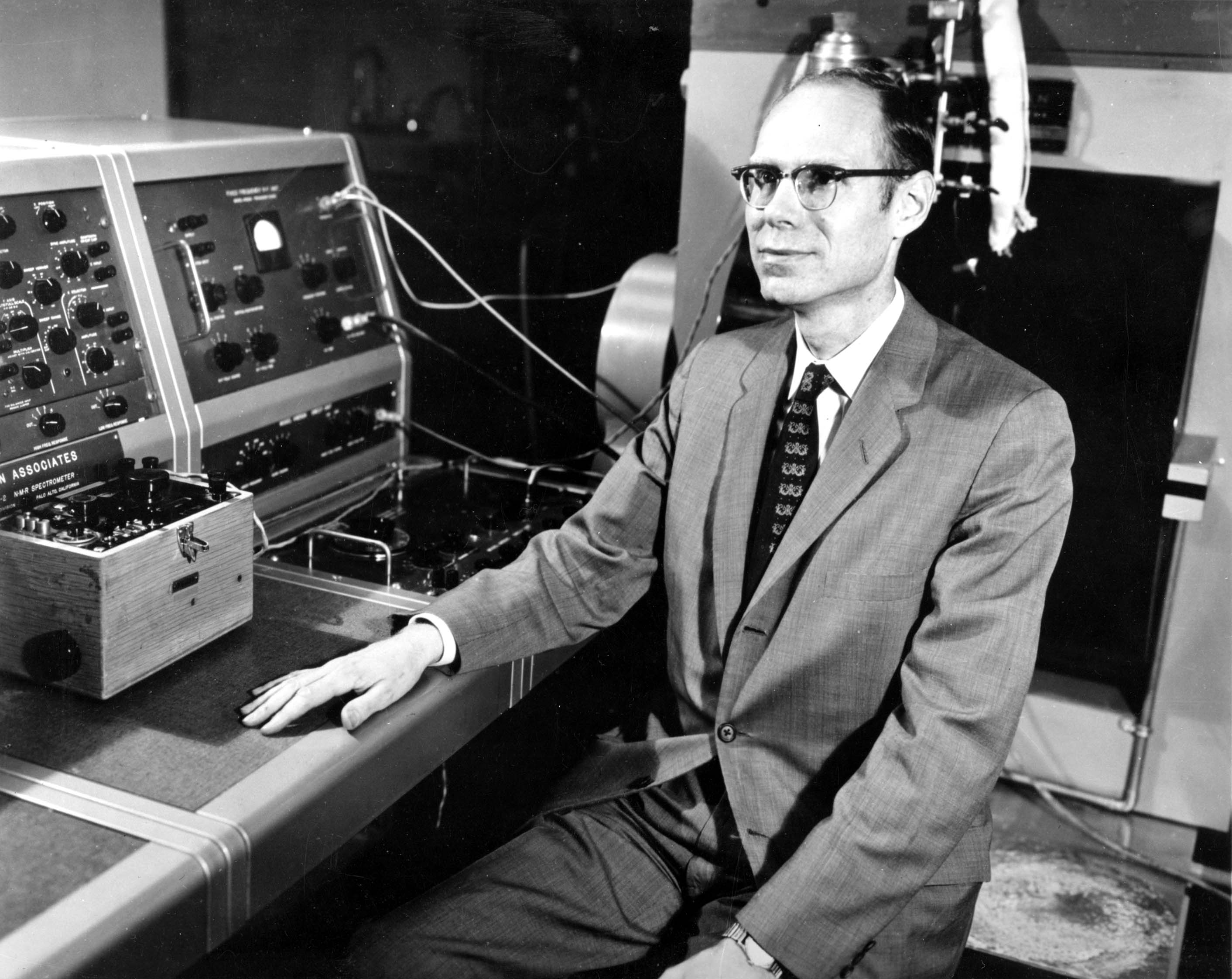
John R. Pierce

John Robinson Pierce (* 27. März 1910 in Des Moines, Iowa; † 2. April 2002 in Sunnyvale, Kalifornien) war ein vielseitiger US-amerikanischer Ingenieur.
Seine Arbeitsgebiete umfassten Hochfrequenztechnik, Telekommunikation, Akustik und Psychoakustik. Er beaufsichtigte die Bell-Labs-Gruppe, die den ersten funktionierenden Halbleiter-Verstärker entwickelte, und auf Anregung des Gruppenmitglieds Walter Brattain prägte er dafür 1947 den Begriff Transistor.
Auf der Liste seiner wesentlichen technischen Errungenschaften stehen die nach ihm „Pierce gun“ benannte Elektronenkanone und die Theorie zu der von Rudolf Kompfner erfundenen Wanderfeldröhre.
Pierce gilt auch als der Vater der Telekommunikationssatelliten Echo 1 und Telstar. Auf psychoakustisch-musikalischem Gebiet war er unabhängiger Mitentdecker der von ihm so benannten Bohlen-Pierce-Skala.
Darüber hinaus war er unter dem Pseudonym J.J. Coupling Verfasser einer Serie von Geschichten im Bereich Science Fiction.

## Leben
Pierce studierte Elektrotechnik am California Institute of Technology (B.A. 1933, M.A. 1934) und promovierte dort 1936. Von 1936 bis 1971 arbeitete er an den Bell Telephone Laboratories in Murray Hill, N.J.
1952 wurde er Direktor der Elektronik-Forschung und ab 1958 war er Forschungsdirektor der Communication Sciences Division des Bell Lab.
Nach seiner Tätigkeit am Bell Lab war er Professor am Cal Tech, Chef-Ingenieur am Jet Propulsion Laboratory und ab 1983 Professor an der Stanford University in Palo Alto. 1955 wurde er in die National Academy of Sciences, 1962 in die American Academy of Arts and Sciences und 1973 in die American Philosophical Society gewählt. 1985 wurde er mit dem Japan-Preis ausgezeichnet. 1995 erhielt er den Charles-Stark-Draper-Preis.

## Werke
- B. M. Oliver, J. Pierce und C. E. Shannon: The philosophy of PCM. In: Proc. IRE. Band 36, S. 1324–1331, November 1948 (über Pulse Code Modulation).
- Traveling-Wave Tubes. Van Nostrand, New York 1950.
- An Introduction to Information Theory: Symbols, Signals and Noise. Second edition, Dover Publications, Inc., New York 1980.
- Signale. Die Geheimnisse der Telekommunikation. Spektrum Akademischer Verlag, Heidelberg 1992, ISBN 3-86025-024-8.
- Klang. Musik mit den Ohren der Physik. Spektrum Verlag, Heidelberg 1999, ISBN 3-8274-0544-0.